# Вантроба, Мирослав
Мирослав Вантроба (словац. Miroslav Vantroba; род. 2 июня 1979, Спишска-Нова-Вес, Восточно-Словацкий край) — словацкий хоккеист, защитник. Выступает за клуб «Спишска Нова Вес» в словацкой первой лиге.

## Карьера
Воспитанник хоккейной школы ХК «Спишска Нова Вес». Выступал за клубы «Спишска Нова Вес», ХК «Кошице», «Энергия» (Карловы Вары), МХК «Мартин», ХК «Банска Быстрица», ХКм «Зволен», ХК «Нитра», «Бэйсингток Байзон». Начиная с сезона 2016/17 играет за родной клуб «Спишска Нова Вес».
В Словацкой Экстралиге провёл 703 матча, набрал 220 очков (53+167), В Чешской Экстралиге — 48 матчей, 8 очков (3+5).
В составе сборной Словакии провел 8 матчей (1 гол).

## Достижения
- Обладатель Континентального кубка 2009
- Бронзовый призёр Словацкой экстралиги 2011 и 2013
- Чемпион Английской хоккейной премьер-лиги 2014 и 2016
- Обладатель Кубка английской премьер-лиги 2014